# Betrixaban
Betrixaban (già noto con la sigla PRT054021) è un composto anticoagulante, un inibitore diretto del fattore Xa. 
È un anticoagulante potente, attivo per via orale ed altamente selettivo per il fattore Xa, essendo stato scelto tra un gruppo di composti simili per la sua bassa affinità per i canali di potassio hERG.
Betrixaban è attualmente oggetto di studio in clinical trial su essere umano per valutarne l'efficacia nella prevenzione della tromboembolia venosa a seguito di intervento chirurgico al ginocchio, e nella prevenzione dell'ictus cerebrale secondario a fibrillazione atriale.
Betrixaban ha dimostrato una notevole attività antitrombotica e risulta generalmente ben tollerato.
In particolare betrixaban non sembra determinare un prolungamento dell'intervallo QT, pertanto non si associa ad un aumento di rischio di aritmie maligne, specialmente torsioni di punta.

## Farmacodinamica
Betrixaban è un inibitore potente, reversibile, diretto ed estremamente selettivo del sito attivo del fattore Xa. La molecola non necessita dell'antitrombina III per svolgere l'attività antitrombotica. Betrixaban inibisce sia il fattore Xa libero che quello legato al coagulo.
L'inibizione del fattore Xa da parte della molecola previene la generazione della trombina e lo sviluppo del trombo. Betrixaban non ha effetti diretti sull'aggregazione delle piastrine, ma la sua somministrazione comporta, indirettamente, l'inibizione dell'aggregazione piastrinica che viene indotta dalla trombina.

## Farmacocinetica
Dopo somministrazione per via orale betrixaban viene rapidamente assorbito dal tratto gastrointestinale.Quando viene assunto con del cibo la Cmax e l'area sotto la curva (AUC) si riducono a circa la metà dei valori raggiunti a stomaco vuoto.
La concentrazione plasmatica massima (Cmax) viene raggiunta 3-4 ore dopo l'assunzione per os. La biodisponibilità orale dopo l'assunzione di un dosaggio di 80 mg si aggira intorno al 34%. Il legame con le proteine plasmatiche è del 60%.
L'emivita del farmaco è di circa 19-20 ore.
Nell'organismo l'anticoagulante subisce solo un minimo metabolismo da parte dei citocromi del sistema P450. Betrixaban è un substrato delle proteine di membrana, ed in particolare della P-glicoproteina (P-gp).
L'eliminazione della molecola dall'organismo avviene prevalentemente per via biliare, mentre l'eliminazione per via renale è limitata (17% circa).

## Studi clinici
Nel corso di studi clinici in fase 1 e 2 betrixaban è stato valutato su 1.411 esseri umani. Tra costoro oltre 100 soggetti sono stati trattati con il farmaco per sei mesi o più.
In tre studi in fase 2 l'efficacia di betrixaban è stata valutata in alcune specifiche popolazioni di pazienti confrontandola rispetto agli anticoagulanti comunemente utilizzati. In questi studi Betrixaban è apparso essere ben tollerato, avendo una tollerabilità comparabile o migliore rispetto a warfarin ed enoxaparina. Inoltre la sua farmacocinetica e farmacodinamica sono apparse prevedibili e nel contempo ha raggiunto un'attività anticoagulante clinicamente rilevante, mettendo in evidenza un rischio di effetti collaterali ed indesiderati paragonabile oppure inferiore (in termini di minore sanguinamento), rispetto ad altri agenti esistenti.

## Effetti collaterali ed indesiderati
I principali effetti collaterali in corso di trattamento con betrixaban sembrano essere a carico dell'apparato gastrointestinale e comprendono principalmente la nausea e diarrea, oltre che la possibilità di emorragia gastrointestinale (ematemesi, melena, ematochezia), emorragia rettale ed emorroidale nonché sanguinamento gengivale.